# Beriberi
Beriberi er en sygdom, som følger af mangel på tiamin (B1-vitamin). Ordet kommer fra singalesisk, hvor beri betyder svaghed. Symptomerne ved beriberi er bl.a. forhøjet blodtryk, muskelsvækkelse, mental forvirring og forstyrrelser af hjerterytmen. 